# Heldburg
Heldburg är en stad i Landkreis Hildburghausen i förbundslandet Thüringen i Tyskland.
Staden bildades den 1 januari 2019 genom en sammanslagning av de tidigare kommunerna Bad Colberg-Heldburg, Gompertshausen och Hellingen. Staden ingår i förvaltningsgemenskapen Heldburger Unterland tillsammans med kommunerna Schlechtsart, Schweickershausen, Straufhain, Ummerstadt och Westhausen.